# Pálffi Márton
Pálffi Márton (Várfalva, 1873. november 11. – Kolozsvár, 1936. augusztus 11.) kollégiumi tanár,  műfordító, pedagógiai író.

## Életútja
Középiskoláit Tordán és Kolozsváron, az Unitárius Kollégiumban végezte (1892), majd a kolozsvári egyetemen szerzett magyar-latin szakos tanári oklevelet (1899). Még az egyetemi diploma megszerzése előtt került be tanárnak egykori iskolájába (1897), s itt tanított – az első világháború alatti katonáskodása és sebesülése miatti hároméves megszakítással – nyugdíjazásáig.

## Munkássága
Cikkei, fordításai 1898-tól jelentek meg a Keresztény Magvető, Magyar Polgár, Újság, Ellenzék, Erdélyi Lapok, Család és Iskola, 1918 után a Cultura, Erdélyi Múzeum, Ethnographia, Ifjú Erdély, Keleti Szemle, Magyar Nyelv, Magyar Nép, Pásztortűz, Unitárius Közlöny, Vasárnapi Ujság hasábjain. Fordított latin, angol, finn, francia, román és svéd nyelvből.
1925–1928 között az Unitárius Közlöny szerkesztője.
Álnevei: Antizsuzsi, Csödökre tönk, Ulár Pál.

## Művei
- Az „okszerű vezér”. Brassai nyelvtanító munkássága (Kolozsvár, 1900)
- A nyelvérzék és az iskola (Kolozsvár, 1902)
- Kolozsvári glosszák (Budapest, 1907)
- Finn dalok (műfordítások) (Kolozsvár, 1912)

Lefordította Max Otker-Blom finn szerző két könyvét: Doktor bácsiék falun (Kolozsvár 1906), A gólya-mese helyett (Budapest 1928).
A Keresztény Magvető Füzetei számára összeállította a Régi unitárius költők című kötetet (Kolozsvár 1930). Ma is használatos unitárius énekeskönyvet állított össze.